# 白眼
白眼是指眼珠向上，讓眼白露出的表情，用來表示鄙視或忽視。

## 定義
「白眼」是瞧不起人的意思。

### 誤解
由於「白鴿眼」一詞亦有瞧不起人的意思，有人以為「白眼」是「白鴿眼」的簡稱，其實兩個詞並無關連，只是意義上巧合地接近，但並非完全相同。「白鴿眼」主要指勢利眼的人，因為白鴿眼光銳利，在天上飛時望下去就像有些人擺出一副不可一世的姿態瞧不起所謂較低下的人一樣。而「白眼」雖然也是瞧不起人的意思，卻未必與身份地位有關。

## 起源

### 文字記載
據《晉書·阮籍傳》載，阮籍遇到禮法之士（當時多為以禮法作為政治本錢的虛偽之徒）時，他就會翻白眼待之，表示不屑，而見同能率性之士，則以青眼相對。在他母親的喪禮上，嵇康的哥哥嵇喜來弔唁，但嵇喜是在朝為官，是阮籍眼中的禮法之士，他就給嵇喜一個大白眼，表示瞧不起他。後來嵇康帶著酒和琴來，他就馬上由白眼轉為青眼。

## 註腳
1. ↑  籍又能为青白眼，见礼俗之士，以白眼对之。及嵇喜来吊，籍作白眼，喜不怿而退。喜弟康闻之，乃赍酒挟琴造焉，籍大悦，乃见青眼。由是礼法之士疾之若仇，而帝每保护之。 - 晉書·阮籍傳